# Andrej Zwick
Andrej Zwick (serbisch: Андреј Цвик / Andrej Cvik; * 20. September 1995) ist ein serbischer Eishockeyspieler, der seit 2015 beim KHK Roter Stern Belgrad unter Vertrag steht und mit dem Klub seit 2017 sowohl in der International Hockey League, als auch in der serbischen Eishockeyliga spielt.

## Karriere
Andrej Zwick begann seine Karriere als Eishockeyspieler beim HK Spartak Subotica, für den er erstmals 2010/11 in der serbischen Eishockeyliga spielte. Nachdem er im Folgejahr mit der U18-Mannschaft des HK NS Stars in der ungarischen Nachwuchsliga aktiv gewesen war, wechselte er nach Budapest, wo er in den Nachwuchsteam der Újpesti TE und des Vasas HC spielte, von Újpesti aber auch einmal in der MOL Liga eingesetzt wurde. 2015 kehrte er nach Serbien zurück und schloss sich dem KHK Roter Stern Belgrad an. Nachdem er in der Saison 2016/17 neben einigen Einsätzen für den Roten Stern vor allem vom HK Belgrad in der MOL Liga eingesetzt worden war, spielt er seit 2017 für Roter Stern in der International Hockey League und auch in der serbischen Eishockeyliga. 2018 und 2023 wurde er mit dem Klub serbischer Meister und 2019 gewann er mit dem Team die International Hockey League.

### International
Für Serbien nahm Zwick an der Division II der U18-Weltmeisterschaften 2012 und 2013 sowie den U20-Weltmeisterschaften 2013, 2014 und 2015 ebenfalls in der Division II bzw. der U-20-Weltmeisterschaften 2011 der Division III teil.
Im Herrenbereich nahm Zwick mit der serbischen Auswahl, an den Weltmeisterschaften der Division II 2014, 2015, 2017, 2018, 2019 und 2023 teil. Zudem stand er bei den Qualifikationsturnieren für die Olympischen Winterspiele 2018 in Pyeongchang und 2022 in Peking für seine Farben auf dem Eis.

## Erfolge und Auszeichnungen
- 2018 Serbischer Meister mit dem KHK Roter Stern Belgrad
- 2019 Aufstieg in die Division I, Gruppe B bei der Weltmeisterschaft der Division II, Gruppe A
- 2019 Gewinn der International Hockey League mit dem KHK Roter Stern Belgrad
- 2023 Serbischer Meister mit dem KHK Roter Stern Belgrad